# Nyctiophylax esli
Nyctiophylax esli là một loài Trichoptera trong họ Polycentropodidae. Chúng phân bố ở miền Australasia.